# Douleur chez l'enfant

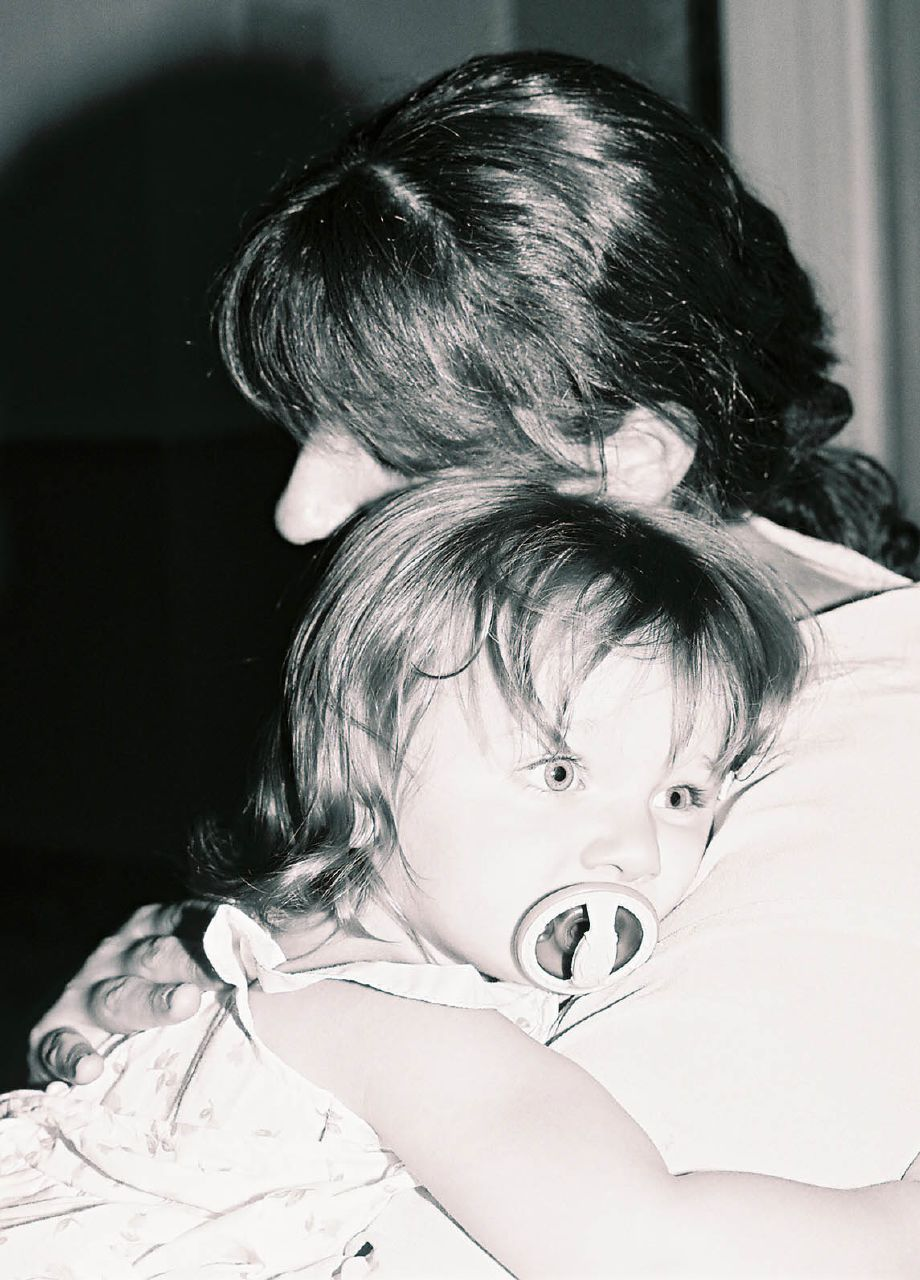
Reconnaître à un enfant la douleur qu'il peut éprouver n'est pas une chose évidente. Ainsi la science a soutenu que le système nerveux du nourrisson était inapte à véhiculer le message de douleur, jusqu'à ce que la démonstration du contraire soit faite en 1987.

La douleur chez l'enfant est la souffrance nerveuse, nociceptive, que l'enfant peut ressentir. Elle a la particularité, surtout chez le petit enfant, de n'exister dans la conscience collective que si elle est reconnue par les adultes et en particulier les soignants.

La prise en compte de cette douleur dans la démarche de soin relativement à des échelles d'évaluations et en fonction des âges fait maintenant partie des recommandations officielles, francophones et internationales. Néanmoins l'association internationale pour l’étude de la douleur (IASP) déclare encore en 2005 : 
« Le soulagement de la douleur est un droit de l’homme, et pourtant la douleur de l’enfant est un problème sous-estimé à travers le monde. »
Car à tous les âges de l'enfance cette douleur a globalement tendance à être niée, au moins en partie, pour différentes raisons. Pour les nouveau-nés et les nourrissons, la capacité à ressentir la douleur était même officiellement inexistante jusqu'en 1987, date à laquelle les travaux de Kanwaljeet J. S. Anand ont démontré que la réponse nociceptive était fonctionnelle dès le plus jeune âge (à partir de 24 à 30 semaines de la vie fœtale).
Le Pr Anand a aussi pu démontrer en 1987 qu'une bonne prise en charge de la douleur améliorait le pronostic vital lors de chirurgies cardiaques lourdes. Car jusque-là l'idée d'une immaturité fonctionnelle du système nerveux était si communément admise que même dans ces cas extrême la pédiatrie ne recommandait pas la prise en charge de la douleur. Ces convictions ont eu pour effet une reconnaissance tardive et une résistance des équipes soignantes, au point qu'il a même été question de déni.

## Évaluation
L'évaluation de la douleur d'un enfant se fait en lui demandant de l'évaluer lui-même dès que cela est possible (à partir de 4 à 6 ans). Et l'évaluation par autrui se fait à l'aide d'échelles d'évaluations diverses, adaptées à différents types de douleurs (douleur aiguë, douleur chronique) et à différents états (éveil, atonie, handicap, etc.).

### L'auto-évaluation

L'échelle EVA consiste à faire évaluer à un enfant sa douleur en lui faisant montrer « combien il a mal » sur un repère analogique allant de « pas mal du tout » à « très très mal ».

Elle consiste à demander à l'enfant d'évaluer lui-même sa douleur. C'est possible à partir de 4 ans et recommandé après 6 ans, et l'évaluation est faite pour être traduite en une valeur indicative entre 0 et 10.
- À partir de 4 ans : L'échelle des visages (ou FPS-R pour face in pain scale - revised) permet de demander quel est le visage qui montre « combien tu-as mal en ce moment? » ou « montre moi comment tu te sent à l'intérieur de toi »[8].
- À partir de 6 ans : Une échelle visuelle analogique (ou EVA).
- À partir de 8 ans : L'échelle numérique peut être utilisé directement en demandant à l'enfant le chiffre de 0 à 10 qui correspond à l’intensité de sa douleur.

### L'hétéro-évaluation
L'évaluation par autrui peut être un complément important de l'autoévaluation, et elle est incontournable pour les enfants de moins de quatre ans, ou ceux dans l'incapacité de communiquer. Des échelles d'évaluation ont été mises en place pour aider à faire ce diagnostic de douleur :
- Pour les nouveau-nés : EDIN[DE 1]
- de 0 à 7 ans (en cours d'évaluation pour les nouveau-nés) : EVENDOL
  - Douleur aiguë : Échelle FLACC (Face, Legs, Activity, Cry, Consolability scale)[DE 2]
  - Douleur prolongée ou atonie : DEGR ou HEDEN[DE 3]

L'utilisation de ces supports d'évaluation est chaudement recommandé, car sans eux la douleur de l'enfant a naturellement tendance à être sous évaluée :
« La première spécificité de la douleur chez l’enfant est qu’elle est souvent méconnue, négligée.(…) un des plus grands obstacles à la prise en charge de la douleur chez l’enfant reste encore le déni de la douleur de l'enfant, par les soignants mais aussi, paradoxalement, par les parents. »

### La difficulté
L'empathie pour l'enfant, le fait d'être affecté par ses affects, fait que sa douleur est pénible à reconnaître, donc difficile à percevoir et à accepter. Le réflexe habituel de la nier plus ou moins pour ne pas être trop affecté, une négligence de défense qui a été mis en évidence à grande échelle par la négation institutionnelle de la douleur du nourrisson jusqu'à la démonstration scientifique du contraire en 1987 (voir chapitre Existence).
Une vaste étude française de 2006 précise bien que « Le déni ou la sous-évaluation de la douleur lors des soins concerne potentiellement toutes les tranches d’âges ». Et cette même étude distingue deux groupes d'attitudes vis-à-vis de l’importance de la prise en charge de cette douleur : les « réservés » et les « sensibilisés », chacun reprochant respectivement à l'autre le trop et le trop peu de prise en charge. Cette distinction entre en résonance avec celle d'une autre étude sociologique qui divise les médecins également en deux groupes : les « compatissants » et les « négateurs »,. L’existence de « négateur » de la douleur de l'enfant semble concerner indifféremment les médecins de tout type, infirmiers et puéricultrices, « psy » en tout genre, mais aussi les parents voire l'enfant lui-même.
Ces découvertes récente sur l'attitude moyenne relativement à la douleur de l'enfant ont révolutionné l'approche médicale des ressentis douloureux de l'enfant dans les institutions médicales et par les professionnels de la santé. On trouve désormais de nombreuses aides pour reconnaître le mieux possible ces états douloureux et les éviter autant que possible, comme le guide de le douleur de l'enfant proposé par l'association pediadol qui prend en compte les spécificités de chaque âge.

## Spécificité de chaque âge

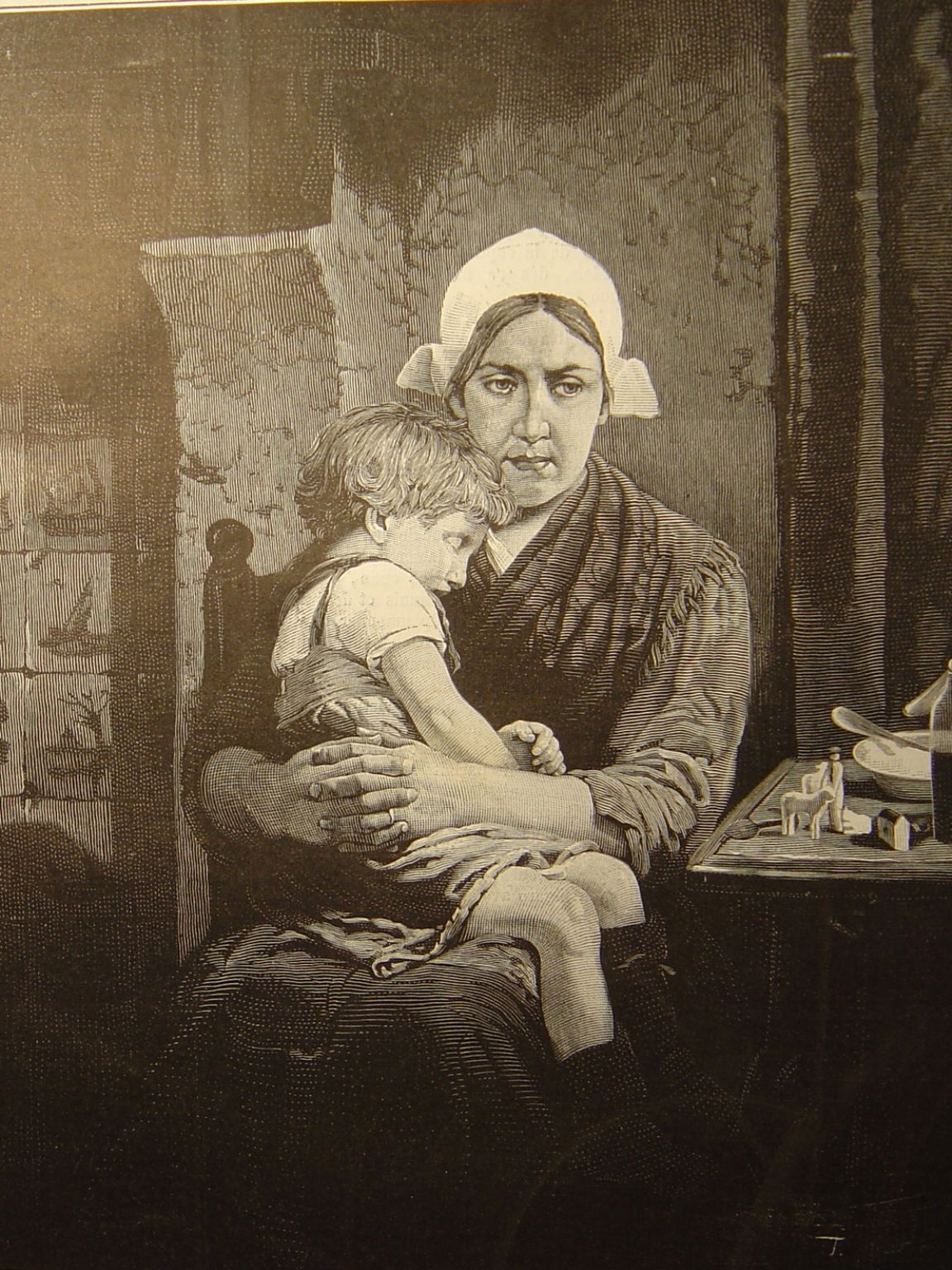
Le vécu de la douleur n'est pas le même en fonction des âges de l'enfant et sa prise en charge doit y être adapté, y compris dans la façon de communiquer avec lui sur son état.

Si le message nociceptif arrive au cerveau dès le plus jeune âge, ce que l'enfant a la capacité d'en faire dépend pour beaucoup du développement cognitif de l'enfant et donc de son âge. L'interprétation cognitive du développement de l'enfant est ainsi le support d'une compréhension visant à une meilleure prise en charge.
« Or, il a été démontré que la plupart des médecins et des infirmières n’adaptaient pas leurs explications et/ou leur langage à l’âge du patient mais lui parlaient comme s’il avait entre sept et onze ans. »

### Nature des différences
Il existe des différences fonctionnelles dans la maturité des circuits nerveux notamment inhibiteur :
« Or si ces voies sont immatures, elles fonctionnent quand même et elles transmettent une douleur au niveau cortical détectable au moins à partir de vingt-neuf semaines d'aménorrhée. Inversement, les voies d’inhibition de la douleur qui sont des voies myélinisées sont beaucoup plus immatures chez le nouveau-né. »
Mais les principales différences concernent la capacité d'intégration de ces informations par le cerveau :
« Par ailleurs, cette douleur n’est pas localisée puisque la sensibilité épicritique, l’image du corps, n’est pas constituée. Il s’agit donc d’une espèce de souffrance indistincte et diffuse qui ne prend pas sens pour le nouveau-né et a toutes les chances d’être déstructurante. »
On distingue donc des stades dans les facultés d’indexation et intégration de cette information douloureuse, application au sujet de la douleur des stades de développement cognitif comme ils ont été identifiés par Jean Piaget.

### Prénatal
Le message nerveux correspondant à la douleur, ou réponse nociceptive, devient fonctionnel à partir de la 24e à la 30e semaine de la vie fœtale. Soit entre six mois et sept mois et demi.

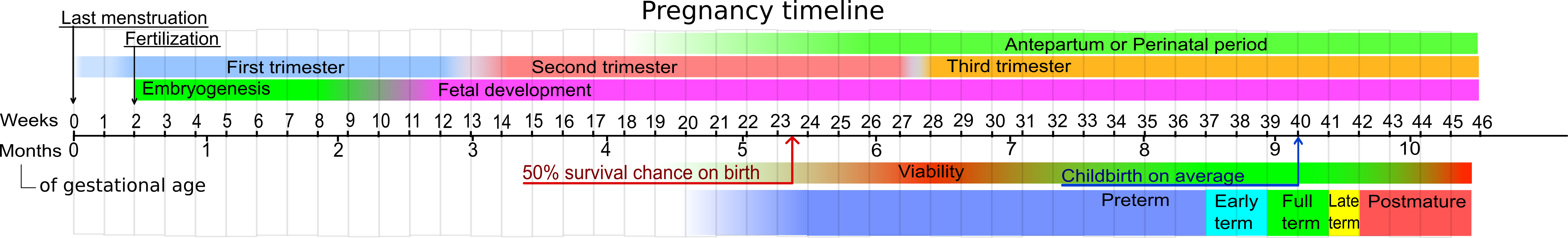
Schémas basés sur les semaines d'aménorrhées (2 semaines de décalage avec l'apparition de la vie fœtale) c'est la 26e à qui marquent cette apparition pour le fœtus de cette capacité à recevoir le message nerveux correspondant à la douleur.

### Naissance
La naissance se produit une fois les mécanismes de perception de la douleur en place, mais elle est associée à une réponse biologique spécifiques et naturelle internes au fœtus : Des opioïdes endogènes sont sécrétés. Possible pendant la gestation cette sécrétion atténue la sensibilité particulière, beaucoup plus élevée que chez l'adulte, qui existe à la naissance et diminue rapidement chez le nouveau-né les jours suivants. (Pour la mère voir l'article accouchement, notamment les parties La douleur et sa gestion et Équilibre hormonal pour la réponde biologique naturelle)

### Zéro à deux ans: sensorimoteur
| Compréhension de la douleur par l’enfant. | Compréhension de la douleur par l’enfant.                                                    |
| ----------------------------------------- | -------------------------------------------------------------------------------------------- |
| 0-3 mois                                  | pas de compréhension ; mémoire probable ; réponses réflexes et dominées par les perceptions. |
| 3-6 mois                                  | réponses à la douleur associées à la colère ou à la tristesse.                               |
| 6-18 mois                                 | peur de situations douloureuses ; mots (bobo, aïe..) ; début de localisation.                |

C'est l'époque de la mise en place des mécanismes logiques préalables à la capacité de penser, de se représenter, et de parler. Piaget y distingue les stades réflexes (de zéro à un mois), différents stades de réactions circulaires (primaires, secondaires, coordonnées puis tertiaires) avant d'arriver à celui de la représentation symbolique (de dix-huit à vingt-quatre mois).
Le premier stade réflexe est marqué notamment pas l'impossibilité technique de différencier l'interne de l'externe, on parle d'adualisme. La douleur est donc un événement qui n'est probablement pas perçu comme interne avant un mois, elle est reliée à un état émotionnel entre trois et six mois, et la peur, la localisation, l'expression dans le but d'être compris commence après six mois.

### Deux à six-sept ans: préopératoire
| Compréhension de la douleur par l’enfant. | Compréhension de la douleur par l’enfant.                                                                          |
| ----------------------------------------- | --- |
| 2 à 3 ans                                 | emploi du mot « mal ». Utilisation de techniques non cognitives de « coping ».                                     |
| 3 à 5 ans                                 | donne des indications d’intensité de la douleur ; utilise des adjectifs descriptifs et des mots pour les émotions. |
| 5-7 ans                                   | différencie des niveaux d’intensité ; utilise des stratégies cognitives de « coping ».                             |

Permettre à un enfant de s'exprimer sur ce qu'il ressent lors de soins hospitalier nécessite de prendre en compte les spécificités de chaque âge. Il existe des aides spécifiques, comme en propose l'association sparadrap par exemple, pour faciliter cette communication.

Toujours selon Piaget, ce sont les stades de l'intelligence préopératoire. De la même façon que la différenciation entre l'interne et l'externe a été intégrée au niveau réflexe, sensorimoteur, elle se fait au niveau des représentations. (Si untel était là il ne verrait pas ceci, mais il verrait cela).
Pour la douleur, les associations instinctive sont tout à fait fonctionnelles (associables à une situation connue), mais dans un premier temps, entre trois et cinq ans, il n'est pas forcément évident pour lui que l'autre ne sait pas déjà ce que lui sait, même s'il est capable de répondre si on lui demande.
Une fois cette compréhension faite il y a en moyenne sur-expression des situations douloureuses par rapport aux autres âges.
D'autre part l'instinctif prime encore sur le représentatif : un geste de soin est associé instinctivement à son effet physiologique direct (comme la douleur) plus facilement qu'à une représentation indirecte (« c'est pour te soigner, c'est un mauvais moment à passer mais tu ira mieux grâce à ça »).
D’après Twycross, l'enfant ne peut pas faire le lien entre traitement et soulagement de la douleur. Il besoin d’être rassuré sur le fait que sa douleur n’est pas une punition (il peut « détester » l’infirmière qui semble lui infliger une douleur).

### Sept à onze ans: opératoire
C'est l'âge de la logique de fonctionnement, associations des causes et des conséquences. c'est l'âge auquel instinctivement la majorité des soignants s'adresse (même pour les autres âges donc). Les explications sont importantes, les causalités et les représentations sont parfaitement acquises, au point qu'elles peuvent masquer l'expression directe car c'est aussi un âge où l'enfant intériorise.
D’après Twycross, à ce stade opératoire concret l'enfant a besoin d’être rassuré quant à l’anéantissement de son corps et a besoin d’explications adaptées sur sa douleur et son traitement.

### Après onze ans
C'est le stade des opérations formelles et du traitement abstrait. La logique en vient donc à traiter des hypothèses. Le rapport à la douleur rejoint celui des adultes, les risques d'angoisses doivent être pris en compte.
D’après Twycross, à ce stade opératoire formel, l'enfant doit avoir des occasions pour parler de ses craintes, et a besoin d’informations sur sa condition (de santé) et sur son traitement.

## Effets

### À court terme, sur le rétablissement
La douleur subie par l'enfant diminue ces capacités de récupérations, et à l'inverse une anesthésie suffisante favorise son bon rétablissement. Cette donnée de référence est publiée en 1987 dans un article intitulé la douleur et ces effets chez le nouveau-né et le fœtus humain, et appuyé sur un autre publié quelques semaines plus tôt sur le rapport entre anesthésique et stress.
Les certitudes scientifiques jusque-là diamétralement opposées en seront durablement bouleversées. « Anand y démontre que dans le groupe de bébés ayant reçu l’analgésique puissant il y a moins de réactions physiologiques « liées au stress » et potentiellement graves comme l’hypertension artérielle, la tachycardie, l'hyperglycémie, qui toutes peuvent entraîner de redoutables hémorragies cérébrales et grever le pronostic vital et fonctionnel de ces enfants. ». On peut y lire par exemple : 
« Les nouveau-nés ayant reçu une dose conséquente anesthésique durant des tests « randomisés » étaient cliniquement plus stables durant la chirurgie et ont eu moins de complications postopératoires comparé aux nouveau-nés ayant reçu une anesthésie minimale. Il y a l'évidence préalable que le stress pathologique des nouveau-nés sous faible anesthésique pour des chirurgies cardiaques majeures peut être associé à une morbidité et une mortalité postopératoire accrue. »
Ce constat est associé à la démonstration scientifique de la capacité des plus petits à ressentir la douleur contrairement aux idées reçues jusque-là. Il y est précisé avec des effets dans la durée sur le comportement ; dès la fin de la gestation ; et de façon comparable dans ces effets physiologiques _ si ce n'est qu'ils sont plus élevés _ à l'adulte.

### À plus long terme sur le développement
La douleurs crée un stress qui peut s'avérer « toxique » et engendrer des séquelles définitives, dans le développement cérébral ou encore les capacités d'autorégulation.

#### Le traumatisme psychologique
Un tableau clinique de ce traumatisme chronique est présenté en 2009 :
1. Problèmes dans la relation d’attachement : les nourrissons traumatisés ont généralement des difficultés à établir une relation de confiance avec leur principal dispensateur de soins[20]. (voir aussi hospitalisme)
2. Augmentation des problèmes santé tels que rhumes ou maladies fréquents, indigestions ou autres problèmes associés au stress[21]
3. Problème de gestion des émotions, certain ajoutent hébétude ou d’évitement, d’hyper-éveil ou reproduction des événements traumatisants[22] (voir aussi Trouble de l'humeur).
4. Problèmes cognitifs, en particulier du langage et de l’attention[18].
5. Problèmes de comportement, tels que désobéissance, coups, morsures, coups de pied aux autres enfants ou aux adultes, hyperactivité, difficultés à attendre et à écouter[23].

#### Les séquelles physiologiques
« La douleur non traitée ressentie précocement dans la vie peut avoir des effets profonds et durables sur le développement physique et social, et entraîner des modifications permanentes du système nerveux qui auront une incidence sur le développement et les futures expériences douloureuses (Organisme international d'étude de la douleur, 2005). »
C'est notamment une étude de 2001 qui l'a mis en évidence, à la suite de laquelle on peut lire « Si le stress et les traumatismes chroniques peuvent modifier un cerveau d’adulte, ils peuvent endommager gravement l’organisation du cerveau du bébé. »
La cause peut être une expérience « toxique » de stress. Si un stress peut être constructif, ou supportable, il peut aussi devenir toxique s'il est activé de façon intense, fréquente, et prolongée. Le seuil d'activation de la réponse au stress peut être abaissé, et le maintien d'un taux élevé de cortisol peut, s'il est entretenu, nuire au développement du cerveau. (C'est ce qu'explique un document de travail de 2005 du conseil scientifique national (anglais) sur le développement de l'enfant intitulé Un stress excessif perturbe l'architecture du cerveau en développement., document réalisé par un collège de spécialiste de l'université d'Harvard.)

#### La sensibilité accrue

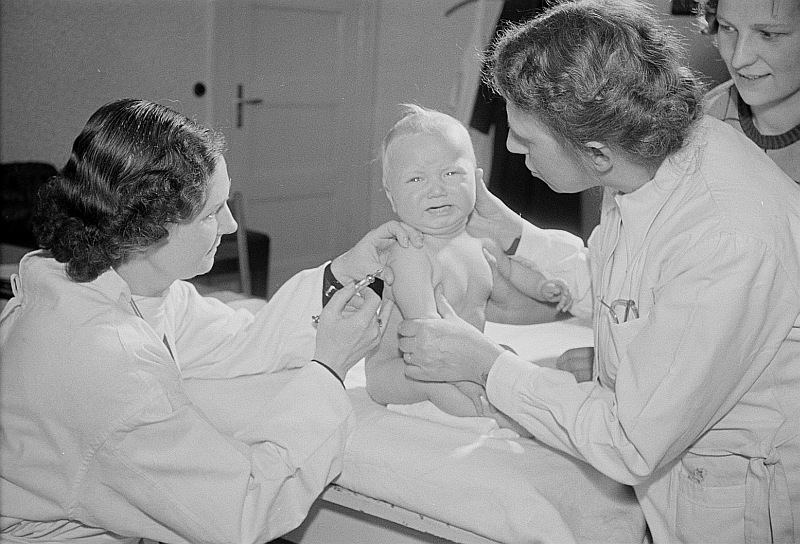
Moins un vécu douloureux a été pris en charge plus la sensibilité aux soins augmente.
(Fait établi relativement à la circoncision précoce et une vaccination autour de six mois.)

Certaines études tendent à démontrer que l'exposition précoce à la douleur développerait la sensibilité lors de soins ultérieurs.
L'une d'entre elles, très remarquée, a évalué la douleur lors de soins courants chez des enfants en distinguant les circoncis sans anesthésique, les circoncis avec, et les non circoncis. Malgré les difficultés d’identification des effets « il a tout de même été démontré que les enfants à terme bénéficiant d’une circoncision avec analgésie avaient des scores de douleur lors des vaccinations à quatre et six mois, moins élevés que les enfants circoncis sans analgésie. Les moins douloureux restaient les enfants non circoncis. ».

## Histoire
La douleur de l'enfant est établie selon les adultes qui dans l'histoire de ce sujet ont pu choisir si elle existait, dans quelles mesures, l'intérêt de la prendre en charge, et décider de ces effets.

### 1950: disparition de l'idée de souffrance du nourrisson
« En 1950, une école d'anesthésie très célèbre, l'école de Liverpool, préconise d'opérer les bébés de moins de six mois en utilisant le curare, sans rien pour endormir ni protéger de la douleur, en dehors du protoxyde d'azote.  »
Un gaz hilarant, faiblement anesthésique, est resté officiellement la seule protection contre la douleur, préconisé pendant près de quarante ans, y compris pour les opérations les plus lourdes.
«  En fait, la question, jusqu’au milieu des années 1980, ne se posait même pas. Le petit enfant, disait-on, était trop immature, la douleur ne pouvait pas être ressentie et, même s’il la ressentait, il n’en souffrait pas comme un adulte, et sûrement l’oubliait très vite. »
Certains iront même jusqu'à affirmer que « les médecins ont toujours su que les enfants avaient mal, mais ils ont longtemps refusé de l’admettre » ; et force est de constater que « depuis 1960, les progrès réalisés donnent la possibilité (...)  de mettre sous analgésique puissant même les tout-petits prématurés ».

### Lacune de prise en charge

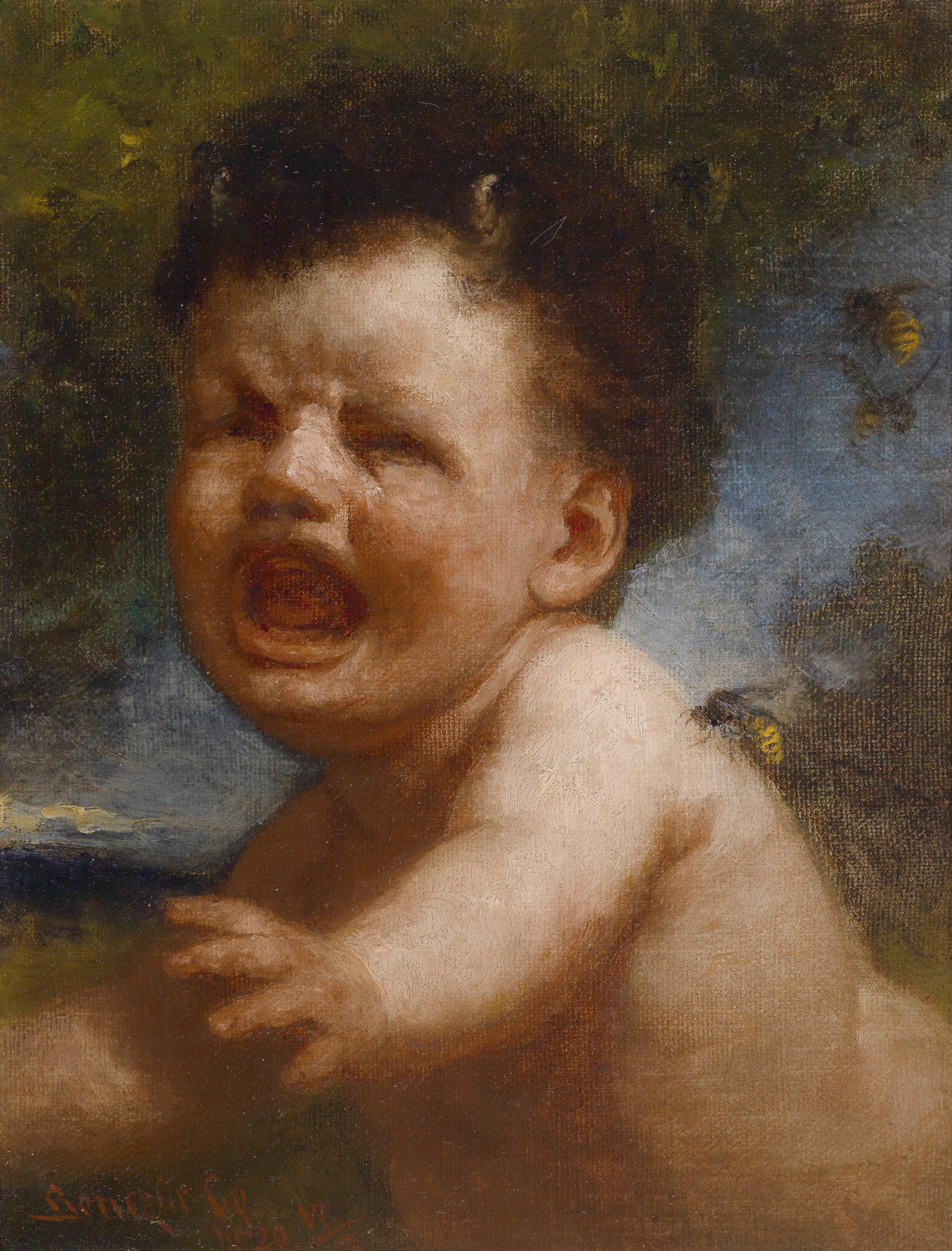
L'adulte peut se représenter la douleur de l'enfant et sa détresse (comme ici celle d'une piqûre de guêpe dans une peinture de Gyula Benczúr). Toutefois, celles-ci peuvent-être si pénibles à supporter que l'adulte peut tout aussi bien décider qu'elles n'existent pas ou qu'elles sont sans effets, ce qui était la norme en soin ambulatoire jusque dans les années 1990.

Jusqu'au moins dans les années 1990 prime le principe de précaution sur les effets possibles des anesthésiques et antalgiques chez l'enfant et la certitude qu'il n'en souffraient pas, ou pas comme les adulte. Les opérations étaient menées chez les nouveau-nés et les nourrissons avec la conviction que ça n'avait globalement pas d’effets négatifs, ni sur les capacités de récupération, ni à plus long terme. Les références qui le confirment sont innombrables,,,,,,,,,,.
Un kinésithérapeute témoigne en 2006 : « j'ai vécu l'époque où on pratiquait des interventions pour le pied bot sur les nouveau-nés sans anesthésie ! On mettait une tétine dans la bouche de l'enfant en disant que s’il suçait, c'était qu’il n'avait pas mal ». On rapporte ainsi des actes médicaux divers qui sont de véritables scènes de tortures.

### Les amorces du changements
Globalement le sujet scientifique de la douleur chez l'enfant en lui-même était quasi inexistant avant 1975, et a commencé à être traité dans les années 1980 : « En 1975, on ne répertoriait que 33 articles sur ce sujet alors qu’entre 1981 et 1990, on en comptait 2966. »
En 1973 Nover compare le comportement d'un enfant brûlé sur une partie pour lui insensible à la douleur avec des enfants du même service, brûlés aussi qui ressentent normalement la douleur. Seule la douleur les différencie et contrairement à celui qui ne perçoit pas le douleur les autres sont « hostiles et renfermés, sans appétit et sans sommeil, sans activité de jeu. » La publication resta sans suite, « les enfants brûlés ne reçurent pas plus d'antalgique que par le passé. ».
Dès 1975, « en France, en particulier une autre école d'anesthésie pédiatrique, derrière le Pr Claude Saint-Maurice, à l'hôpital Saint-Vincent-de-Paul de Paris, préconise depuis presque vingt ans [Citation de 1993] l’emploi de médicament anti-douleur pendant l'intervention, et essaie de combattre la douleur au réveil, du moins dans la chirurgie lourde »
En 1985, l'anesthésiste pédiatrique K.J.S. Anand dresse un état des lieux peu remarqué bien qu'il écrive : « 23 % des bébés ont été opérés sans aucune anesthésie » et « l’enfant souffre, on peut le vérifier et mesurer sa souffrance. »

### 1987: La reconnaissance
C'est une deuxième parution du même K.J.S. Anand, en 1987, qui met en évidence selon un protocole scientifique une amélioration des chances de guérison des enfants anesthésiés qui sera le point de départ de la prise en compte de cette douleur.
« La première chose qui a changé, c’est qu’on s’est aperçu quand même qu’il était, à court terme, très utile de traiter la douleur des nouveau-nés opérés.

K.J.S. Anand (Lancet 1987) a fait une étude randomisée sur des nouveau-nés opérés : un groupe recevait des analgésiques, l’autre non. À l’époque, on ouvrait les thorax de nouveau-nés sous curare (qui paralyse les muscles mais qui n’a absolument aucun effet contre la douleur et ne procure aucune anxiolyse) et protoxyde d’azote [...] »
Adossé a cette étude, il démontre la même année que chez l'humain la capacité à ressentir la douleur apparaît autour de six mois de gestation dans une publication qui se termine ainsi :
« En conclusion, l'organisation neuro-anatomique est fonctionnelle dès la 24-30e semaine de la vie fœtale pour véhiculer l'influx nociceptif de la périphérie aux structures centrales.

L'immaturité du système nerveux touche plus particulièrement les filtres inhibiteurs ; tout un faisceau d'arguments suggère maintenant que la douleur serait augmentée, potentialisée par la diminution de ces contrôles segmentaires médullaires. »
Autrement dit, et contrairement à l'acceptation préalable, l'immaturité des gaines de myéline du système nerveux ne concerne pas ce qui permet de ressentir la douleur mais ce qui permet de l'atténuer :
Les gaines de myéline sont un accélérateur de l'influx nerveux, et elles ne sont pas toujours finalisées chez le petit enfant, ce qui autorise à parler d’immaturité du système nerveux. Sur cette donnée scientifique, il avait été décrété qu'un nouveau-né ne ressentait pas la douleur. Or si cette donnée s'applique bien aux nerfs inhibiteur de la douleur, elle ne s'applique pas aux nerfs qui permettent la perception de celle-ci puisque « chez l'adulte la transmission de l'influx douloureux transite aussi par des fibres peu ou pas myélinisées (fibres C et A delta) », qu'on appelle aussi nocicepteur. D'ailleurs, on le savait depuis longtemps mais il semble que « personne ne faisait le rapprochement ».
En 2018, des stimulations de « type douloureuse » sont étudiées par IRM et concluent à une sensibilité au moins égale à celle des adultes en raison d'une moindre capacité du système de modulatation (le mécanisme neurologique qui part du cerveau pour réguler l'intensité du message nerveux de la douleur),

### Les résistances persistantes
« On pourrait penser que l’on parle là du Moyen Âge mais, dans une revue de 1987, on voit que des études très savantes considéraient que le nouveau-né ne ressentait pas de douleur et qu’on prenait des risques à utiliser des médicaments qui lui étaient inconnus. »
En 1992, en France, l’Enquête nationale sur la prise en charge de la douleur de l’enfant déclare : « En effet lorsque la sédation de la douleur n’est pas une priorité de service, elle est souvent purement et simplement niée par les soignants qui ne ressentent par conséquent pas le besoin de modifier leur comportement dans ce domaine. »
En 1993, Gauvain-Piquard et Meignier déclarent : « Le bébé est encore opéré dans des conditions qui seraient totalement exclues chez l’animal de laboratoire, de ce point de vue mieux protégé par les réglementations que le nouveau-né humain. »,. Ils rappellent qu'en 1990 l'enseignement des connaissances sur la douleur est complètement absent de la formation des pédiatres, et cette absence de transmission de ce qui a été su fait dire à Annie Gauvain-Piquard et Michel Meignier dans La douleur de l'enfant que « ce phénomène d'oubli n'est pas assimilable à un processus passif ». Ils en veulent pour preuve que des précurseurs de la révélation du sujet sont restés ignorés, quand ils n'ont pas été rendus coupables, soumis aux sarcasmes, aux railleries et taxés de « sensiblerie ». Ce mécanisme de déni, précisent bien les auteurs, est universellement partagé.
En 1998, à l'Unesco lors de la sixième journée « La douleur de l'enfant. Quelles réponses ? », on rapporte une étude sur 92 services hospitaliers tirés au sort :
« Dans le cadre de cette étude, l'utilisation régulière de grilles d'observation comportementale, indispensable pour évaluer la douleur des enfants de moins de 6 ans, n'a été constatée que dans 16 % des services. Seulement 50 % des services de chirurgie utilisent la morphine. La douleur et la détresse provoquées par les endoscopies restent encore insuffisamment contrôlées : la sédation profonde ou l'anesthésie générale, majoritairement employées chez l'adulte, ne sont utilisées que dans 33 % à 42 % des centres concernés. Un service de médecine sur cinq dispose d'un protocole antalgique pour la réalisation de ponctions lombaires. »

### Redéfinition sémantique de la douleur
Le douleur est d'abord définie comme une : « expérience désagréable, émotionnelle et sensorielle, liée ou non à un dommage tissulaire, ou décrite par le patient en de tels termes. »
Cette définition relative à la connaissance que peut en avoir le soignant ne concerne ni les nourrissons ni les enfants qui n'ont pas acquis le langage ni les adultes déficients intellectuels, ni toutes les situations où les personnes concernées n'ont tout simplement pas la possibilité de la rapporter (self report). En 1996, KJS Anand et KD Craig soulignent l'inadaptation de la définition officielle de la douleur et proposent une nouvelle définition :
« La perception de la douleur (associée ou non à un dommage tissulaire) est une qualité inhérente à la vie, présente chez tous les organismes vivants viables et bien qu'influencée par les expériences de la vie ne requiert pas au départ d'expérience antérieure…

Les altérations comportementales dues à la douleur représentent des équivalents précoces (néonatals) d'expression verbale (self report), ils ne doivent pas être sous-estimés comme des succédanés de douleur. »
Certains s'opposent à cette idée, comme Stuart WG qui voit dans cette approche une vision désuète, niant la dimension multidimensionnelle de la douleur, ainsi il s'élève contre la conception métaphysique d'un enfant qui développerait soudainement et irrévocablement la notion abstraite de la douleur.
Mais globalement l'idée de KJS Anand et KD Craig passe. Harold Merskey, responsable de la commission IASP de taxonomie, est en accord avec leur acceptation, considérant que l'apprentissage ne concerne que l'usage du mot douleur.

## Positions officielles
L'histoire récente qui considère inexistante cette douleur chez les plus petits fait que chacune des différentes recommandations officielles insiste sur l'impossibilité actuelle de la juger inexistante, et sur la nécessité de la prendre en charge.

### À l'échelle mondiale
L'organisation mondiale de la santé (OMS), publie des recommandations pour le traitement de la douleur de l'enfant.
Elle y cite l'IASP, association internationale pour l'étude de la douleur, qui en plus de préciser la double dimension physique et émotionnelle de la douleur, ajoute explicitement pour les enfants :
« L'incapacité à communiquer verbalement n'infirme pas la possibilité que l'individu éprouve de la douleur et nécessite un traitement approprié pour soulager la douleur. La douleur est toujours subjective… »

### Au Canada, et en Amérique du Nord
Les sociétés pédiatriques des États-Unis et du Canada ont été pionnières dans la mise au jour de ce sujet. Une avance dans la prise de conscience fait qu'on trouve au Canada des déclarations politiques qui affirment publiquement en 2011 : « Partout au monde, on sous-estime et on soigne mal la douleur des enfants. »
Cette affirmation simple n'est pas, tant s'en faut, une position officielle que l'on puisse retrouver partout dans le monde.

### En France
On constate de nombreux efforts de reconnaissance et de prise en charge depuis le début des années 1990, mais aussi de fortes résistances. Ainsi les différents textes officiels de référence en 2013 insistent encore lourdement sur l'impossibilité de nier l'importance de la prise en charge de la douleur de l'enfant en milieu médical.
- HAS : en 2000, la Haute Autorité de santé voit l'utilité de publier en introduction de ses recommandations sur la prise en charge de la douleur « Il est démontré que, dès sa naissance, l’enfant est susceptible de ressentir la douleur. »[50] ; et même d'ajouter « Il existe des obligations éthiques et légales à soulager cette douleur. De plus, la douleur peut avoir des conséquences néfastes sur l’enfant tandis qu’il n’y a pas d’arguments permettant de penser que la douleur puisse lui être profitable. »
- CNRD : le centre national de ressources de lutte contre la douleur, qui répertorie et diffuse différentes données, donne des informations sur la mémorisation de la douleur des nouveau-nés, et propose des traductions des textes de l'IASP.
- SFETD : la société française d'étude et de traitement de la douleur renvoie en ce qui concerne la douleur en pédiatrie aux experts associatifs Pédiadol (pédiadol.org) et Sparadrap (sparadrap.org)[51].
- L'AFSSAPS : l'AFSSAPS publie en 2009 les bonnes pratiques de la prise en charge médicamenteuse[52]
- La douleur de l’enfant, quelles réponses ? : organisées à l'UNESCO par l'association Pédiadol depuis le début des années 1990, ces rencontres sont une occasion de faire le point sur les connaissances. En 2000, il y est déclaré après les recommandations conjointes des sociétés américaines et canadiennes de pédiatrie : Le doute n'est plus permis[53]. Des effets délétères à court terme « impressionnants », ainsi que des effets à long terme sont relevés, imposant une prise en charge attentionnée, car la douleur est d'autant plus difficile à identifier que l'enfant est en bas âge[53].